# پوکمون: بازگشت به حملات میوتو—تکاملی
پوکمون: بازگشت به حملات میوتو—تکاملی (انگلیسی: Pokémon: Mewtwo Strikes Back—Evolution) یک فیلم انیمه پویانمایی رایانه‌ای ژاپنی در سال ۲۰۱۹ است. فیلم در ژاپن، در ۱۲ ژوئیه ۲۰۱۹ توسط توهو منتشر شد. پیش نمایش در ۴ ژوئیه ۲۰۱۹ در لس آنجلس، کالیفرنیا به نمایش درآمد و فیلم در سراسر جهان از نتفلیکس در روز پوکمون در ۲۷ فوریه ۲۰۲۰ منتشر شد. این آخرین فیلم پوکمون بود که پیش از بازنشستگی توسط شینجی میازاکی ساخته شد.